# Xie Yuxin
Xie Yuxin (chin. upr. 谢育新, chin. trad. 謝育新, pinyin Xiè Yùxīn; ur. 12 października 1968 w Xingning) – chiński piłkarz występujący na pozycji pomocnika. Trener piłkarski.

## Kariera klubowa
Xie karierę rozpoczynał jako junior w zespole Team Guangdong. W 1987 roku przeszedł do holenderskiego klubu PEC Zwolle '82 z Eredivisie. Po dwóch latach spędzonych w tym klubie, wrócił do Team Guangdong. Grał tam przez 4 sezony, a potem odszedł do Guangdong Hongyuan. W 1993 roku wywalczył z nim wicemistrzostwo Chin. W Guangdong spędził 3 sezony. Następnie grał w Guangzhou Songri, ponownie w Guangdong Hongyuan, Shenyang Haishi, hongkońskim Guangdong Mingfeng, singapurskim Sinchi FC, AD Va Luen z Makau oraz chińskim Hunan Xiangjun. W 2005 roku zakończył karierę.

## Kariera reprezentacyjna
W reprezentacji Chin Xie zadebiutował w 1988 roku. W tym samym roku wziął udział w Letnich Igrzyskach Olimpijskich, które piłkarze Chin zakończyli na fazie grupowej. W tym samym roku znalazł się w drużynie na Puchar Azji, na których Chiny zajęły 4. miejsce. W 1992 roku ponownie został powołany do kadry na Puchar Azji, który tym razem Chińczycy zakończyli na 3. miejscu.
W latach 1988–1996 w drużynie narodowej Xie rozegrał łącznie 42 spotkania i zdobył 8 bramek.